# Värniksberget
Värniksberget är ett naturreservat i Åsele kommun i Västerbottens län.
Området är naturskyddat sedan 2009 och är 219 hektar stort. Reservatet omfattar öst och sydsluttningen till Brännberget och Värniksberget. Reservatet består av urskogsartad granskog med gamla grova träd.